# Верхня Паломиця
Верхня Пало́миця (рос. Верхняя Паломица) — присілок у складі Опарінського району Кіровської області, Росія. Входить до складу Річного сільського поселення.
Населення становить 4 особи (2010, 9 у 2002).
Національний склад станом на 2002 рік — росіяни 89 %.